# Гадерслев
Га́дерслев (дан. Haderslev) — місто в Данії, у регіоні Південна Данія, у Гадерслевській комуні. Адміністративний центр комуни. Розташоване в південно-східній частині півострова Ютландія, вздовж Гадерслевського фйорду. Населення — 22.277 осіб (1 січня 2024).

## Назва
- Га́дерслев (дан. Haderslev, МФА: [ˈhæðˀɐslew]) — данська назва міста; походить від імені ютландського конунга Гадера[2].
- Га́дерслебен (нім. Hadersleben) — німецька назва міста.

## Географія
Гадерслев розташований у південно-східній частині півострова Ютландія, у долині вздовж Гадерслевського фйорду (дан. Haderslev fjord), за 14 км від протоки Малий Бельт.

### Клімат
Місто розташоване в зоні, що характеризується морським кліматом. Найтепліший місяць — серпень із середньою температурою 15,6 °C (60 °F). Найхолодніший місяць — лютий, із середньою температурою 0 °С (32 °F).
| Клімат Гадерслева       | Клімат Гадерслева | Клімат Гадерслева | Клімат Гадерслева | Клімат Гадерслева | Клімат Гадерслева | Клімат Гадерслева | Клімат Гадерслева | Клімат Гадерслева | Клімат Гадерслева | Клімат Гадерслева | Клімат Гадерслева | Клімат Гадерслева | Клімат Гадерслева |
| Показник                | Січ.              | Лют.              | Бер.              | Квіт.             | Трав.             | Черв.             | Лип.              | Серп.             | Вер.              | Жовт.             | Лист.             | Груд.             | Рік               |
| Абсолютний максимум, °C | 11                | 12                | 20                | 22                | 26                | 28                | 30                | 32                | 26                | 22                | 15                | 12                | 32                |
| Середній максимум, °C   | 2                 | 2                 | 5                 | 10                | 15                | 18                | 19                | 20                | 16                | 11                | 7                 | 3                 | 11                |
| Середня температура, °C | 0                 | 0                 | 2                 | 6                 | 10                | 13                | 15                | 15                | 12                | 8                 | 5                 | 2                 | 7                 |
| Середній мінімум, °C    | −2                | −2                | 0                 | 1                 | 5                 | 8                 | 10                | 10                | 8                 | 5                 | 2                 | 0                 | 3                 |
| Абсолютний мінімум, °C  | −20               | −22               | −15               | −7                | −2                | 0                 | 0                 | 0                 | −1                | −3                | −10               | −21               | −22               |
| Днів з опадами          | 25                | 19                | 22                | 19                | 18                | 17                | 20                | 17                | 21                | 21                | 22                | 25                | 246               |
| Днів з дощем            | 18                | 13                | 18                | 18                | 18                | 17                | 19                | 17                | 21                | 21                | 21                | 22                | 223               |
| Днів зі снігом          | 13                | 11                | 9                 | 5                 | 0                 | 0                 | 0                 | 0                 | 0                 | 0                 | 4                 | 10                | 52                |
| ----------------------- | ----------------- | ----------------- | ----------------- | ----------------- | ----------------- | ----------------- | ----------------- | ----------------- | ----------------- | ----------------- | ----------------- | ----------------- | ----------------- |
| Джерело: Weatherbase    |                   |                   |                   |                   |                   |                   |                   |                   |                   |                   |                   |                   |                   |

## Історія
Перша згадка про Гадерслев датується 1228 роком. Гадерслев, імовірно, заснували вікінги не менш ніж за століття до того, як він дістав статус міста 1292 року. У той час він перебував у володінні короля і став одним з головних торговельних центрів у південній Ютландії. 1327 року вперше згадується королівський замок Гадерслевгус. Він розташовувався на схід від міського собору.
Надалі місто процвітало. Збудовано готичний собор і другий замок Гансборг (згорів 1644 року) за зразком замку Кронборг. Через чуму в Копенгагені король Крістіан IV одружився в Гадерслеві.
У XVI столітті місто стало одним з перших місць у Скандинавії, де почало поширюватися лютеранство.
Від 1864 року Гадерслев належав Пруссії, а також був частиною Північнонімецького союзу; від 1871 року входив у склад Німецької імперії. 1920 року за підсумками плебісциту в Шлезвігу його північна частина разом з Гадерслевом відійшла Данії (61,4 % жителів міста висловились за приєднання до Данії, 38,6 % — за те, щоб залишитись у складі Німеччини).

## Економіка
Гадерслев є торговим центром, портом. У місті розташовані підприємства шкіряної промисловості, машинобудування, броварні, одна з найвідоміших у Європі яхтова верф «X-Yachts».

## Герб

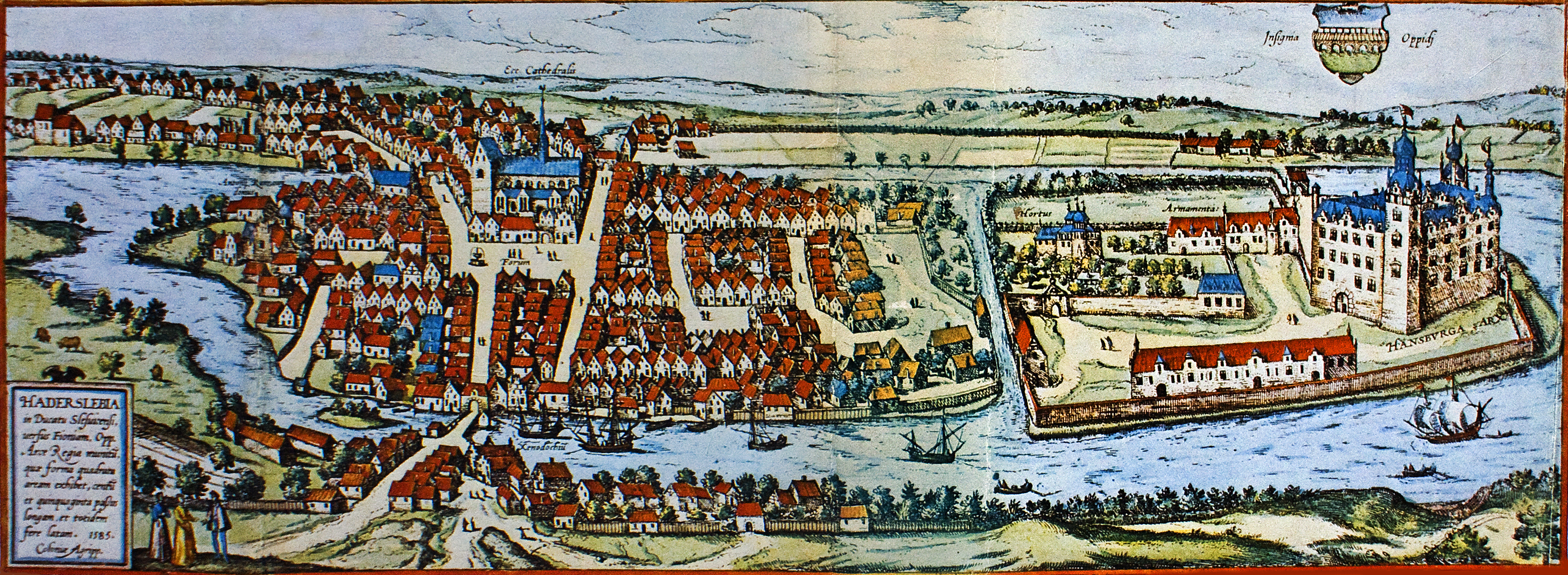
Панорама міста з гербом (1585)

Герб Гадерслева — офіційний символ міста. У срібному полі червоний міст на 3 парах паль через синю річку, перетяту срібними хвилями. Наданий 1938 року, перезатвердженний 1980 року. Походить від старого герба міста, який фігурує на печатці міського магістрату від 1421 року й символізує старий міст через річку Меллестреммен. До 1699 року міст зображували дерев'яним; згодом кам'яним (срібним). У першій половині XX ст. повернули дерев'яний (червоний) міст.
Мотив гадерслевського міського герба використовується у муніципальній геральдиці та міській емблематиці.

Місто
Комуна